# Você pra Sempre (Inveja)
"Você Pra Sempre (Inveja)" é uma canção da dupla pop brasileira Sandy & Junior, lançada como terceiro single do álbum Identidade (2003). A faixa foi composta pelos irmãos em 2001, no entanto, como o projeto do ano seguinte (2002) foi um álbum em inglês, eles guardaram a música e a gravaram para o álbum Identidade. A faixa esta também disponível numa versão demo, escondida depois da 14ª faixa do álbum. A canção alcançou o topo das paradas brasileiras e chegou ao top 20 no chart Hispanic America Top 40.

## Composição
A faixa foi composta por Sandy e Junior em 2001, no entanto, como o projeto do ano seguinte (2002) foi um álbum em inglês, eles guardaram a música e a gravaram para o álbum Identidade, em 2003. O arranjo foi feito por Otávio de Moraes e possui influências da bossa nova. Sandy descreveu a faixa como "delicada e romântica."